# Пограбування Брінкса
Пограбування Брінкса (англ. The Brink's Job) — американська комедія 1978 року.

## Сюжет
Бостон, 1930-і роки. Після низки невдач, Тоні Піно і його банді, нарешті, вдається спланувати грандіозне пограбування. Тоні дізнається про інкасаторську контору, у якої немає сигналізації, двері не надто міцні, і сейфи вночі не охороняються.

## У ролях
| Актор          | Роль            |
| -------------- | --------------- |
| Пітер Фальк    | Тоні Піно       |
| Пітер Бойл     | Джо Макгінніс   |
| Аллен Гарфілд  | Вінні Коста     |
| Воррен Оутс    | Спекс О'Кіф     |
| Джина Роулендс | Марія Піно      |
| Пол Сорвіно    | Джаз Маффі      |
| Шелдон Леонард | Дж. Едгар Гувер |
| Джерард Мерфі  | Сенді Річардсон |
| Кевін О'Коннор | Стенлі Гускіора |
| Клаудія Пелузо | Гледіс          |
| Патрік Гайнс   | Райтмайер       |
| Мелакі МакКорт | Матт Мерфі      |
| Волтер Клеван  | Деніелс         |
| Ренді Юргенсен | агент ФБР       |
| Джон Брендон   | агент ФБР       |
| Ерл Гіндмен    | агент ФБР       |
| Джон Фаррел    | агент ФБР       |